# 拉差诺·因达农

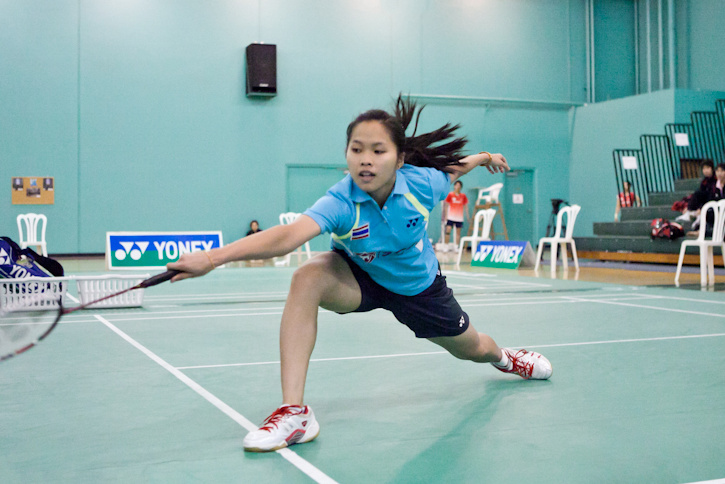
因达农正參加2011年美國羽毛球黃金大獎賽。

拉差诺·依瑟儂（羅馬化：Ratchanok Inthanon，1995年2月5日—），又譯伊瑟儂，泰國女子羽球運動員，被喻為「天才少女」，專長於單打項目，最高世界排名第一位。她創造了多項紀錄，包括曾贏得2009年、2010年和2011年世界青年羽毛球錦標賽，成為世青賽第一位三連霸球員。2013年奪得世界羽毛球錦標賽女子單打冠軍，為泰國羽毛球歷史上首位世界冠軍，也是世界羽毛球錦標賽歷史上最年輕的女子單打冠軍，為泰國羽毛球史上第一人。除了球技高超之外，自幼謙卑有禮，時常對工作人員、裁判、對手、球迷行合十禮，廣受球迷及觀眾喜愛。

## 簡歷

### 早年及出道
依瑟儂生於貧困家庭，父母在泰國曼谷一間甜點工廠工作，因工廠老闆 Kamala Thongkorn 也是羽毛球俱乐部 Banthongyord Badminton School 的老闆，她自小便待在俱乐部玩耍。至6歲時，来自中国湖北的教练谢芝华來到俱乐部，免費指導依瑟儂打羽毛球，為她日後的職業生涯立下了良好的基礎。

### 世青賽二連冠
至13歲時，因达农開始參加各項青年比賽，並改由前泰国男双选手费塔博擔任教練。2009年，年僅14歲的她在马来西亚舉行的世界青年羽毛球錦標賽一鳴驚人，一舉贏得女單賽事冠軍，成為了該賽史上最年輕的冠軍得主。一年後，依瑟儂再戰在墨西哥舉行的世界青年羽毛球錦標賽，在決賽中擊敗了日本的松友美佐紀，成功衛冕女單冠軍。
兩奪世青冠軍的因达农被國民讚譽為「天才少女」，更給了她「五月」的綽號，寓意美好的希望；而泰國國家羽毛球隊更視她為重點培訓對象。

### 轉戰成人賽事
在衛冕世青賽冠軍後，依瑟儂開始踏足成人組別的國際賽舞台，並接連贏得印尼黃金大獎賽和越南公開賽冠軍。2010年11月，她首次參與大型綜合運動會，代表泰國出戰廣州亞運會，並在羽毛球比賽的女子團體項目，奪得銀牌。
2011年，依瑟儂繼續參與多項黃金大獎賽的賽事，更先後打進澳洲黃金大獎賽、美國黃金大獎賽四強，至9月份進行的中華台北公開賽，更奪得亞軍。同年10月，因达农打進丹麥首要超級賽準決賽，首次躋身五大首要超級賽的四強。

### 世青賽三連霸
2011年10月，16歲的依瑟儂再戰在台北舉行的世界青年羽毛球錦標賽，在決賽與印尼對手伊麗莎白·普瓦寧提雅（Elyzabeth Purwaningtyas）惡鬥三局，才以21-6、18-21、21-13艱苦取勝，完成世青賽史無前例的「三連霸」壯舉。年末，她又在印度黃金大獎賽贏得冠軍。

### 首戰奧運
為了備戰2012年倫敦奧運會，依瑟儂放棄角逐世青賽，全力在國際賽事爭取奧運積分。最終，她以世界排名第11位的成績，取得奧運會的參賽資格。
2012年7月，依瑟儂代表泰國出戰英國倫敦舉行的奥林匹克运动会羽毛球比賽女子單打項目，在小組賽階段先後擊敗斯里蘭卡的蒂利妮·贾亚辛哈和葡萄牙的特尔玛·桑托斯，順利晉級淘汰賽。她在首輪淘汰賽即面對6号种子、德國名將朱利安·申克，但仍直落以2比0（21-16、21-15）取勝。及至半準決賽，因达农面對赛会2号种子、中國的汪鑫，她雖在首局以21-17先拔头筹，但其後以18-21、14-21被對手逆转，無緣再晉一級。

### 初奪超級賽冠軍
2013年3月，依瑟儂出戰全英首要超級賽，繼中國首要超級賽後再次打進首要超級賽決賽；她的對手是丹麥名將蒂内·鲍恩，此役亦是蒂内·鲍恩退役前的最後一戰。結果，雙方苦戰三局，因达农最終以14-21、21-16、10-21落敗，屈居亞軍。同年4月，因达农又出戰印度超級賽，她在决赛中以2比0（22-20、21-14）擊敗了德国的朱利安·申克，首次摘得超级赛桂冠。同年6月，她在泰國黃金大獎賽贏得冠軍後，個人的女單世界排名亦升至第三位新高。

### 世錦賽登頂
2013年8月，因达农參加中國廣州舉行的世界羽毛球錦標賽，以4號種子身分出戰女子單打項目。在首圈輪空後，她先後擊敗新加坡的顾娟和香港的葉姵延晉級；及至半準決賽，雖然面對西班牙的卡罗列娜·马琳的頑強抵抗，但苦戰77分钟後仍以2比1（21-18、20-22、21-15）力克對手，順利闖進四強。因达农在準決賽迎戰本屆世錦賽黑馬10號種子、印度的普萨拉·文卡塔·辛杜，在部署得宜下以直落两局（21-10、21-13）横扫對手，首次晋级决赛。
在決賽中，因达农对阵頭號種子、中國的李雪芮。因达农在比赛开局发挥正常，但其後因頻頻失誤被對手將分數拉開至12-19；在劣势下她仍未放棄，最終更憑连续两记扣杀以22-20反超；她其後雖被對手以18-21追回一局；但在決勝局仍維持敢拼風格，最終以21-14再下一城，爆冷奪得世锦赛女單冠军。她除了成为泰国羽毛球历史上首位世界冠军外，也是世界羽毛球錦標賽史上最年轻的女单冠军。

### 2014年世錦賽
2014年8月，因达农參加丹麥哥本哈根舉行的世界羽毛球錦標賽，以4號種子身分出戰女子單打項目，故在首圈輪空。她在第二圈以2比0擊敗西班牙的比阿特丽斯·科拉莱斯晉級；但至第三圈面對11號種子、日本的三谷美菜津，就在先勝一局下以1比2（21-8、12-21、18-21）落敗，16強止步，未能衛冕。

### 2015年世錦賽
2015年8月，因达农參加印尼雅加達舉行的世界羽毛球錦標賽，以5號種子身分出戰女子單打項目，故在首圈輪空。她在第二圈以2比0擊敗土耳其的奥兹格·巴伊拉克晉級；但在第三圈與印尼的琳达·韦尼·法内特里對戰期間，因腿部严重抽筋，被担架抬出场外，被迫退赛，再次16強止步。

### 2016年 二次奥运16强止步

#### 首登世界第一
2016年3月，因达农出战全英首要超級賽，在八强中便以0比2（17-21、19-21）負於西班牙的卡罗列娜·马琳出局。然而，在其後的印度超級賽、馬來西亞首要超級賽及新加坡超級賽三項超级赛事中，她卻一口氣取得三连冠，更在隨後一周的世界羽联排名榜中首次登上女單世界排名第一（2016年4月21日）。因达农表示，成功来到世界排名第一后，将放眼在8月的里約奧運會，为泰国羽坛争夺金牌。

#### 剑指里约
2016年8月，依瑟儂第二次代表泰國出戰巴西里約熱內盧舉行的奥林匹克运动会羽毛球比賽女子單打項目，在小組賽階段先後擊敗爱沙尼亚的卡蒂·托尔莫夫和香港的葉姵延，順利晉級淘汰賽。依瑟儂首輪面对赛会10號種子、日本新星的山口茜，以0比2（19-21、16-21）不敌对手。依瑟儂赛後表示，因为奥运造成的心理压力过大，导致自己发挥不好。

### 2017年世錦賽晉八強
2017年8月，依瑟儂參加蘇格蘭格拉斯哥舉行的世界羽毛球錦標賽，以11號種子身分出戰女子單打項目，故在首圈輪空。她先在次圈以2比0輕取馬來西亞的葉睿晨；第三圈又以2比0（21-13、21-9）擊敗14號種子、中國的陈晓欣晉級；但至半準決賽面對賽會另一名中國選手、9號種子陈雨菲，力戰下以1比2（21-14、16-21、12-21）不敵對手，8強止步。

### 2018年
2018年1月，依瑟儂出戰2018年馬來西亞羽球大師賽相繼對上印尼的菲特里亞尼、蘇格蘭的克里斯蒂·吉爾莫、馬來西亞的吳堇溦、日本的山口茜皆獲取勝利，並在冠軍賽對上台灣的戴資穎，最終以2比1（21-16、14-21、24-22）逆轉對手奪冠。1月下旬，拉查諾於印尼羽毛球大師賽準決賽遭遇印度的塞娜·內維爾，以直落二（19-21、19-21）遭到淘汰。2月，拉查諾於2018年印度羽毛球公開賽四強遭遇印度的普薩拉·文卡塔·辛杜，以13-21,15-21落敗，再度止步四強。
2018年3月，依瑟儂以大會第三號種子出戰2018年全英羽毛球公開賽，在首輪面對加拿大的李文珊時，以1比2（12-21、21-14、19-21）爆冷遭到對手淘汰。

### 2020年東京奧運
依瑟儂在2020年東京奧運的女單小組賽中順利取得小組第一晉級淘汰賽，在十六強以21-12、21-19戰勝印尼的格蕾戈麗亞·瑪麗斯卡·東宗，在八強以21-14、18-21、18-21輸給台灣的戴資穎而無緣四強。

### 2022年
2022年6月，依瑟濃以第8號種子出戰2022年馬來西亞羽球公開賽，首輪面對韓國的沈有振，首局因自己失誤過多，24-26丟失，次局火力全開，21-4輕鬆拿下，第三局又上演精采逆轉，22-20拿下，次輪面對美國好手張蓓雯，也是2比1(15-21、21-12、21-18)拿下；半準決賽面對中國好手韓悅，以直落二(22-20、21-12)輕鬆拿下，準決賽面對另外一位中國好手王祉怡，也是以直落二(21-8、21-18)輕鬆拿下。決賽面對到中國一姊陈雨菲，儘管歷史對戰紀錄不佔優勢(2勝15敗)，但依瑟濃仍然依靠犀利的進攻、以及刁鑽的防守，終結對戰的8連敗，以2比1(21-15、13-21、21-16)拿下對戰勝利，也是繼2020年印度尼西亞羽球大師賽再度拿下女單的冠軍，打破自己接近2年半以來的冠軍荒。

## 主要比賽成績
只列出曾進入準決賽的國際賽事成績：
| 年份   | 賽事                     | 公開賽級別 | 項目     | 成績   |
| ------ | ------------------------ | ---------- | -------- | ------ |
| 2009年 | 越南羽毛球國際挑戰賽     | 國際挑戰賽 | 女子單打 | 冠軍   |
| 2009年 | 世界青年羽毛球錦標賽     | 其他       | 女子單打 | 金牌   |
| 2009年 | 馬來西亞羽毛球國際挑戰賽 | 國際挑戰賽 | 女子單打 | 亞軍   |
| 2010年 | 世界青年羽毛球錦標賽     | 其他       | 女子單打 | 金牌   |
| 2010年 | 越南羽毛球大獎賽         | 大獎賽     | 女子單打 | 冠軍   |
| 2010年 | 印尼羽毛球黃金大獎賽     | 黃金大獎賽 | 女子單打 | 冠軍   |
| 2010年 | 亞洲運動會羽毛球比賽     | 其他       | 女子團體 | 銀牌   |
| 2011年 | 澳洲羽毛球黃金大獎賽     | 黃金大獎賽 | 女子單打 | 準決賽 |
| 2011年 | 美國羽毛球黃金大獎賽     | 黃金大獎賽 | 女子單打 | 準決賽 |
| 2011年 | 中華台北羽球公開賽       | 黃金大獎賽 | 女子單打 | 亞軍   |
| 2011年 | 丹麥羽毛球首要超級賽     | 首要超級賽 | 女子單打 | 準決賽 |
| 2011年 | 世界青年羽毛球錦標賽     | 其他       | 女子單打 | 金牌   |
| 2011年 | 印度羽毛球黃金大獎賽     | 黃金大獎賽 | 女子單打 | 冠軍   |
| 2012年 | 瑞士羽毛球黃金大獎賽     | 黃金大獎賽 | 女子單打 | 準決賽 |
| 2012年 | 優霸盃                   | 其他       | 女子團體 | 銅牌   |
| 2012年 | 泰國羽毛球黃金大獎賽     | 黃金大獎賽 | 女子單打 | 亞軍   |
| 2012年 | 中國羽毛球首要超級賽     | 首要超級賽 | 女子單打 | 亞軍   |
| 2012年 | 世界羽聯超級系列賽總決賽 | 首要超級賽 | 女子單打 | 準決賽 |
| 2013年 | 全英羽毛球首要超級賽     | 首要超級賽 | 女子單打 | 亞軍   |
| 2013年 | 瑞士羽毛球黃金大獎賽     | 黃金大獎賽 | 女子單打 | 亞軍   |
| 2013年 | 印度羽毛球超級賽         | 超級賽     | 女子單打 | 冠軍   |
| 2013年 | 蘇迪曼盃                 | 其他       | 混合團體 | 銅牌   |
| 2013年 | 泰國羽毛球黃金大獎賽     | 黃金大獎賽 | 女子單打 | 冠軍   |
| 2013年 | 世界羽毛球錦標賽         | 其他       | 女子單打 | 金牌   |
| 2013年 | 丹麥羽毛球首要超級賽     | 首要超級賽 | 女子單打 | 準決賽 |
| 2014年 | 韓國羽毛球超級賽         | 超級賽     | 女子單打 | 亞軍   |
| 2014年 | 全英羽毛球首要超級賽     | 首要超級賽 | 女子單打 | 準決賽 |
| 2014年 | 印尼羽毛球首要超級賽     | 首要超級賽 | 女子單打 | 亞軍   |
| 2014年 | 法國羽毛球超級賽         | 超級賽     | 女子單打 | 準決賽 |
| 2015年 | 印度羽毛球超級賽         | 超級賽     | 女子單打 | 亞軍   |
| 2015年 | 亞洲羽毛球錦標賽         | 其他       | 女子單打 | 金牌   |
| 2015年 | 印尼羽毛球首要超級賽     | 首要超級賽 | 女子單打 | 冠軍   |
| 2015年 | 東南亞運動會羽毛球比賽   | 其他       | 女子團體 | 金牌   |
| 2015年 | 中華台北羽毛球黃金大獎賽 | 黃金大獎賽 | 女子單打 | 準決賽 |
| 2015年 | 泰國羽毛球黃金大獎賽     | 黃金大獎賽 | 女子單打 | 準決賽 |
| 2015年 | 法國羽毛球超級賽         | 超級賽     | 女子單打 | 準決賽 |
| 2015年 | 碧特博格羽毛球黃金大獎賽 | 黃金大獎賽 | 女子單打 | 準決賽 |
| 2015年 | 香港羽毛球超級賽         | 超級賽     | 女子單打 | 準決賽 |
| 2015年 | 世界羽聯超級系列賽總決賽 | 首要超級賽 | 女子單打 | 準決賽 |
| 2016年 | 泰國羽毛球大師賽         | 黃金大獎賽 | 女子單打 | 冠軍   |
| 2016年 | 亞洲羽毛球團體錦標賽     | 其他       | 女子團體 | 銅牌   |
| 2016年 | 印度羽毛球超級賽         | 超級賽     | 女子單打 | 冠軍   |
| 2016年 | 馬來西亞羽毛球首要超級賽 | 首要超級賽 | 女子單打 | 冠軍   |
| 2016年 | 新加坡羽毛球超級賽       | 超級賽     | 女子單打 | 冠軍   |
| 2017年 | 全英羽毛球首要超級賽     | 首要超級賽 | 女子單打 | 亞軍   |
| 2017年 | 蘇迪曼盃                 | 其他       | 混合團體 | 銅牌   |
| 2017年 | 泰國羽毛球黃金大獎賽     | 黃金大獎賽 | 女子單打 | 冠軍   |
| 2017年 | 紐西蘭羽毛球黃金大獎賽   | 黃金大獎賽 | 女子單打 | 冠軍   |
| 2017年 | 丹麥羽毛球首要超級賽     | 首要超級賽 | 女子單打 | 冠軍   |
| 2017年 | 中國羽毛球首要超級賽     | 首要超級賽 | 女子單打 | 準決賽 |
| 2017年 | 香港羽毛球超級賽         | 超級賽     | 女子單打 | 準決賽 |
| 2017年 | 世界羽聯超級系列賽總決賽 | 首要超級賽 | 女子單打 | 準決賽 |
| 2018年 | 馬來西亞羽毛球大師賽     | 超級500賽  | 女子單打 | 冠軍   |
| 2018年 | 印尼羽毛球大師賽         | 超級500賽  | 女子單打 | 準決賽 |
| 2018年 | 印度羽毛球公開賽         | 超級500賽  | 女子單打 | 準決賽 |
| 2018年 | 優霸盃                   | 其他       | 女子團體 | 銀牌   |
| 2018年 | 馬來西亞羽毛球公開賽     | 超級750賽  | 女子單打 | 準決賽 |
| 2018年 | 亞洲運動會羽毛球比賽     | 其他       | 女子團體 | 铜牌   |
| 2018年 | 香港羽毛球公開賽         | 超級500賽  | 女子單打 | 亞軍   |
| 2018年 | 世界羽聯世界巡迴賽總決賽 | 總決賽     | 女子單打 | 準決賽 |
| 2019年 | 馬來西亞羽毛球大師賽     | 超級500賽  | 女子單打 | 冠軍   |
| 2019年 | 德國羽毛球公開賽         | 超級300賽  | 女子單打 | 亞軍   |
| 2019年 | 印度羽毛球公開賽         | 超級500賽  | 女子單打 | 冠軍   |
| 2019年 | 蘇迪曼盃                 | 其他       | 混合團體 | 銅牌   |
| 2019年 | 澳洲羽毛球公開賽         | 超級300賽  | 女子單打 | 準決賽 |
| 2019年 | 泰國羽毛球公開賽         | 超級500賽  | 女子單打 | 亞軍   |
| 2019年 | 世界羽毛球錦標賽         | 其他       | 女子單打 | 銅牌   |
| 2019年 | 韓國羽毛球公開賽         | 超級500賽  | 女子單打 | 亞軍   |
| 2019年 | 香港羽毛球公开赛         | 超級500賽  | 女子單打 | 亞軍   |
| 2019年 | 東南亞運動會羽球比賽     | 其他       | 女子團體 | 金牌   |
| 2020年 | 印尼羽毛球大師賽         | 超級500賽  | 女子單打 | 冠軍   |
| 2020年 | TOYOTA泰國羽毛球公開賽   | 超級1000賽 | 女子單打 | 準決賽 |
| 2021年 | 全英羽毛球公開賽         | 超級1000賽 | 女子單打 | 準決賽 |
| 2021年 | 優霸盃                   | 其他       | 女子團體 | 銅牌   |
| 2021年 | 印尼羽毛球公開賽         | 超級1000賽 | 女子單打 | 亞軍   |
| 2022年 | 優霸盃                   | 其他       | 女子團體 | 銅牌   |
| 2022年 | 泰國羽毛球公開賽         | 超級500賽  | 女子單打 | 準決賽 |
| 2022年 | 印尼羽毛球大師賽         | 超級500賽  | 女子單打 | 亞軍   |
| 2022年 | 馬來西亞羽毛球公開賽     | 超級750賽  | 女子單打 | 冠軍   |
| 2022年 | 丹麥羽毛球公開賽         | 超級750賽  | 女子單打 | 準決賽 |
| 2023年 | 印尼羽毛球公開賽         | 超級1000賽 | 女子單打 | 準決賽 |
| 2023年 | 加拿大羽毛球公開賽       | 超級500賽  | 女子單打 | 亞軍   |
| 2023年 | 美國羽毛球公開賽         | 超級300賽  | 女子單打 | 準決賽 |
| 2023年 | 澳洲羽毛球公開賽         | 超級500賽  | 女子單打 | 準決賽 |
| 2024年 | 西班牙馬德里羽毛球大師賽 | 超級300賽  | 女子單打 | 冠軍   |
| 2024年 | 北極羽毛球公開賽         | 超級500賽  | 女子單打 | 亞軍   |
| 2025年 | 馬來西亞羽毛球公開賽     | 超級1000賽 | 女子單打 | 準決賽 |
| 2025年 | 印尼羽毛球大師賽         | 超級500賽  | 女子單打 | 冠軍   |
| 2025年 | 馬來西亞羽毛球大師賽     | 超級500賽  | 女子單打 | 準決賽 |

| 2007-2017年 | 首要超級賽 | 超級賽 | 黃金大獎賽 | 大獎賽 | 國際挑戰賽 | 國際系列賽 | 未來系列賽 | 其他 |

| 2018-2026年 | 總決賽 | 超級1000賽 | 超級750賽 | 超級500賽 | 超級300賽 | 超級100賽 | 國際挑戰賽 | 國際系列賽 | 未來系列賽 | 其他 |

### 世界冠軍頭銜
拉差诺·因达农在羽毛球生涯中共奪得1項羽毛球世界冠軍頭銜。
| 賽事             | 奪冠次數 | 年份               |
| ---------------- | -------- | ------------------ |
| 世界羽毛球錦標賽 | 1        | 2013年（女子單打） |
| 總計             | 1        |                    |

### 奧運和世錦賽參賽紀錄
|          | 2011 | 2012 | 2013 | 2014 | 2015 | 2016 | 2017 | 2018 | 2019 | 2020 | 2021 | 2022 | 2023 | 2024 |
| -------- | ---- | ---- | ---- | ---- | ---- | ---- | ---- | ---- | ---- | ---- | ---- | ---- | ---- | ---- |
| 女子單打 | 16強 | 8強  | 金牌 | 16強 | 16強 | 16強 | 8強  | 16強 | 銅牌 | 8強  | 8強  | 16強 | 16強 | 8強  |

## 主要对賽记录
依瑟儂與主要對手的對賽成績如下（只列出對賽五次或以上對手，截至2024年8月27日）：
| 對手                             | 對賽次數 | 對賽結果 | 對賽結果 | 總計 |
| 對手                             | 對賽次數 | 勝       | 負       | 總計 |
| -------------------------------- | -------- | -------- | -------- | ---- |
| 素尼達·革通                      | 6        | 6        | 0        | +6   |
| 蓬帕威·磋楚翁                    | 7        | 5        | 2        | +3   |
| 妮查恩·金达蓬                    | 11       | 10       | 1        | +9   |
| 布桑兰·恩布鲁庞                  | 13       | 12       | 1        | +11  |
| 白馭珀                           | 6        | 6        | 0        | +6   |
| 許玟琪                           | 5        | 5        | 0        | +5   |
| 許雅晴                           | 5        | 5        | 0        | +5   |
| 鄭韶婕（退役）                   | 5        | 4        | 1        | +3   |
| 戴資穎                           | 36       | 16       | 20       | -4   |
| 佐藤冴香                         | 12       | 9        | 3        | +6   |
| 三谷美菜津                       | 8        | 7        | 1        | +6   |
| 高橋沙也加                       | 10       | 6        | 4        | +2   |
| 大堀彩                           | 7        | 4        | 3        | +1   |
| 山口茜                           | 25       | 11       | 14       | -3   |
| 奧原希望                         | 18       | 6        | 12       | -6   |
| 安洗瑩                           | 7        | 1        | 6        | -5   |
| 金佳恩                           | 5        | 1        | 4        | -3   |
| 成池鉉（退役）                   | 23       | 13       | 10       | +3   |
| 裴延姝（退役）                   | 7        | 4        | 3        | +1   |
| 葉姵延                           | 17       | 14       | 3        | +11  |
| 陳祉嘉（退役）                   | 5        | 5        | 0        | +5   |
| 陈晓欣                           | 9        | 8        | 1        | +7   |
| 韓悅                             | 6        | 6        | 0        | +6   |
| 王祉怡                           | 5        | 4        | 1        | +3   |
| 孙瑜（退役）                     | 7        | 5        | 2        | +3   |
| 韩利（退役）                     | 8        | 4        | 4        | 0    |
| 刘鑫（退役）                     | 6        | 2        | 4        | -2   |
| 李雪芮（退役）                   | 11       | 4        | 7        | -3   |
| 王適嫻（退役）                   | 11       | 4        | 7        | -3   |
| 何冰娇（退役）                   | 7        | 1        | 6        | -5   |
| 王仪涵（退役）                   | 13       | 1        | 12       | -11  |
| 陳雨菲                           | 21       | 3        | 18       | -15  |
| 卡罗列娜·马琳                    | 13       | 7        | 6        | +1   |
| 普萨拉·文卡塔·辛度               | 13       | 9        | 4        | +5   |
| 塞娜·内维尔                      | 20       | 8        | 12       | -4   |
| 朱利安·申克（退役）              | 9        | 6        | 3        | +3   |
| 格蕾戈丽亚·玛丽斯卡·东宗         | 10       | 8        | 2        | +6   |
| 菲特里亞尼                       | 7        | 7        | 0        | +7   |
| 玛丽亚·费贝·库苏马斯图蒂（退役） | 6        | 6        | 0        | +6   |
| 琳达·韦尼·法内特里（退役）       | 5        | 4        | 1        | +3   |
| 李文珊                           | 9        | 7        | 2        | +5   |
| 克里斯蒂·吉尔莫                  | 10       | 9        | 1        | +8   |
| 鄭清憶（退役）                   | 6        | 6        | 0        | +6   |
| 謝抒芽                           | 5        | 5        | 0        | +5   |
| 张蓓雯                           | 8        | 6        | 2        | +4   |
| 米婭·布里西費爾特                | 5        | 5        | 0        | +5   |
| 蒂内·鲍恩（退役）                | 5        | 3        | 2        | +1   |

## 外部連結
- 拉差诺·因达农在国际奥林匹克委员会的资料
- 拉差诺·因达农的Facebook專頁
- 拉差诺·因达农的Instagram帳戶